# Vincenzo Alberto Annese
Vincenzo Alberto Annese, född 22 september 1984 i Bisceglie i Italien, är en italiensk fotbollstränare för det Belizes herrlandslag i fotboll.